# غوردون جاي إف. ماكدونالد
غوردون جاي إف. ماكدونالد (بالإنجليزية: Gordon J. F. MacDonald) هو أستاذ جامعي أمريكي، ولد في 30 يوليو 1929 في المكسيك، وتوفي في 14 مايو 2002.